# Gertrude Elion
Gertrude Belle Elion (ur. 23 stycznia 1918 w Nowym Jorku, zm. 21 lutego 1999 w Chapel Hill w stanie Karolina Północna) – amerykańska lekarka farmakolog. Laureatka Nagrody Nobla z dziedziny fizjologii lub medycyny w roku 1988 za osiągnięcia naukowe, które doprowadziły do powstania nowych leków przeciwnowotworowych.

## Życiorys
W 1941 uzyskała master’s degree na New York University. Nie mogąc znaleźć zatrudnienia w żadnej instytucji naukowej, podjęła pracę jako kontroler jakości w supermarketach. Dopiero w 1944 zatrudnił ją w swoim laboratorium George Hitchings.
W 1967 przy wykorzystaniu jej środka immunosupresyjnego przeprowadzono pierwszą transplantację serca.
W 1968 American Chemical Society przyznało jej Medal Garvana-Olina.
Od 1970 profesor Duke University w Durham, od 1973 roku University of North Carolina w Chapel Hill. Członek m.in. Akademii Nauk w Nowym Jorku. Jej badania doprowadziły do powstania serii leków przeciwnowotworowych. Prowadziła badania metabolizmu kwasów nukleinowych. Jako jedna z pierwszych zastosowała związki purynowe w leczeniu chorób nowotworowych. Wspólnie z G. H. Hitchingsem opracowała azatioprynę, acyklowir i AZT. Za odkrycie tych leków zwalczających m.in. białaczkę, gościec, malarię (Daraprim – pirymetamina) i wirusy grupy Herpes otrzymała w 1988 roku, wspólnie z G.H.Hitchingsem, Nagrodę Nobla.
Jako pierwsza opisała różnicę w metabolizmie komórek zdrowych i nowotworowych. Po otrzymaniu Nagrody Nobla otrzymywała wiele zaproszeń na odczyty i prelekcje. Ale jak sama mówiła: „Chcę, żeby ludzie interesowali się nauką, a nie mną”. Jej idolami byli: Maria Curie-Skłodowska i Ludwik Pasteur. Jej dziadek zmarł, gdy ona miała 15 lat, od tego momentu chciała wynaleźć lek zwalczający choroby nowotworowe. Jej celem w ostatnich latach była motywacja młodych ludzi do prowadzenia badań naukowych. Ulubionym cytatem, który stosowała by zachęcić ich do kontynuowania badań mimo różnych przeszkód był: „Do cholery z torpedami. Działa naprzód!”. Uważała, że w życiu najważniejsze jest robienie tego, co się lubi.
Zmarła w wieku 81 lat w Karolinie Północnej.